# Divizia A 1953
Sezonul 1953 al Diviziei A a fost cea de-a 36-a ediție a Campionatului de Fotbal al României, și a 16-a de la introducerea sistemului divizionar. A început pe 15 martie 1953 și s-a terminat pe 15 noiembrie 1953. CCA București a devenit campioană pentru a treia oară în istoria sa, și al treilea consecutiv, o premieră în fotbalul românesc post-belic. De altfel, singura echipă care reușise cel puțin trei titluri consecutive fusese Chinezul Timișoara, cea care câștigase campionatul de șase ori la rând, între 1922 și 1927.
Numărul echipelor din primul eșalon urma să crească la 14 din sezonul următor, astfel că doar ultima clasată în acest sezon avea să retrogradeze, iar ocupanta locului 11 juca un turneu de baraj cu echipele de pe locurile 3 și 4 din Divizia B.

## Rezumat
Revelația sezonului a fost din nou Casa Armatei Cîmpulung Moldovenesc. Echipa, care în stagiunea precedentă, la primul sezon în Divizia A, încheiase pe locul trei, a condus acum aproape tot turul, pierzând prima poziția în ultima etapă, când a înregistrat unica sa înfrângere din prima parte a campionatului. CCA s-a clasat pe locul întâi la finalul turului, cu un punct avans față de echipa bucovineană.
Pauza dintre tur și retur avea să fie fatală pentru CA Cîmpulung, care a fost desființată. Decizia a fost luată de Asociația Republicană CCA care a decis să aibă o singură reprezentantă în fotbal, echipa din București, restul formațiilor reprezentante ale Ministerului Apărării din țară fiind desființate. Marea parte a jucătorilor de la CA Cîmpulung, alături de antrenorul Francisc Ronnay au venit la CCA București.
Schimbare de denumire:
- Flacăra Petroșani a devenit Minerul Petroșani.

## Clasament
| Loc | Echipă                       | Pct. | MJ | V  | E  | Î  | GM | GP | GA    | Calificare sau retrogradare      |
| --- | ---------------------------- | ---- | -- | -- | -- | -- | -- | -- | ----- | -------------------------------- |
| 1.  | CCA București (C)            | 28   | 21 | 11 | 6  | 4  | 27 | 14 | 1,929 | Campioana României               |
| 2.  | Dinamo                       | 25   | 21 | 10 | 5  | 6  | 37 | 29 | 1,276 |                                  |
| 3.  | UTA Arad                     | 24   | 21 | 9  | 6  | 6  | 31 | 24 | 1,292 |                                  |
| 4.  | Unirea Tricolor              | 23   | 21 | 7  | 9  | 5  | 35 | 27 | 1,296 |                                  |
| 5.  | Locomotiva București         | 21   | 21 | 5  | 11 | 5  | 23 | 22 | 1,045 |                                  |
| 6.  | Politehnica Timișoara        | 20   | 21 | 6  | 8  | 7  | 19 | 22 | 0,864 |                                  |
| 7.  | CS Târgu Mureș               | 18   | 21 | 7  | 4  | 10 | 28 | 35 | 0,800 |                                  |
| 8.  | Știința Cluj                 | 18   | 21 | 7  | 4  | 10 | 24 | 31 | 0,774 |                                  |
| 9.  | Jiul Petroșani               | 18   | 21 | 6  | 6  | 9  | 23 | 32 | 0,719 |                                  |
| 10. | CFR Timișoara                | 17   | 21 | 4  | 9  | 8  | 14 | 23 | 0,609 |                                  |
| 11. | CA Cîmpulung Moldovenesc (X) | 15   | 11 | 5  | 5  | 1  | 14 | 6  | 2,333 | Desființată după turul sezonului |
| 12. | CA Oradea (O)                | 15   | 21 | 5  | 5  | 11 | 19 | 29 | 0,655 | Play-off de menținere            |

1. ↑  CA Cîmpulung Moldovenesc a fost desființată în vara anului 1953, după prima parte a sezonului.

| Câștigătorii Diviziei A, ediția 1953 |
| ------------------------------------ |
| CCA București Al 3-lea Titlu         |

## Rezultate
| Oaspeți ► Gazde ▼                          | CAM | CCA | DIN | DOS | FRA | LBU | LTI | TÂR | MIP | ORA | ȘCJ | ȘTI |
| ------------------------------------------ | --- | --- | --- | --- | --- | --- | --- | --- | --- | --- | --- | --- |
| CA Cîmpulung                               | —   | 2–1 | 2–1 | 1–1 | 3–0 | —   | 0–0 | 0–1 | —   | —   | —   | —   |
| CCA București                              | —   | —   | 1–3 | 0–0 | 0–0 | 1–0 | 4–0 | 2–1 | 1–1 | 3–1 | 1–0 | 0–0 |
| Dinamo București                           | —   | 2–1 | —   | 3–2 | 1–1 | 2–1 | 1–1 | 1–0 | 3–3 | 4–1 | 2–0 | 0–0 |
| Dinamo Orașul Stalin                       | —   | 3–4 | 3–1 | —   | 2–1 | 2–2 | 3–0 | 2–0 | 4–1 | 2–2 | 0–1 | 1–3 |
| Flamura Roșie Arad                         | —   | 1–1 | 2–1 | 2–2 | —   | 0–1 | 3–1 | 1–2 | 1–0 | 0–0 | 5–2 | 2–0 |
| Locomotiva București                       | 1–1 | 1–1 | 2–0 | 1–1 | 1–3 | —   | 1–2 | 1–1 | 4–1 | 1–1 | 0–0 | 1–1 |
| Locomotiva Timișoara                       | —   | 0–1 | 0–0 | 0–0 | 1–2 | 0–0 | —   | 0–1 | 0–0 | 1–0 | 2–0 | 1–2 |
| Locomotiva Tîrgu Mureș                     | —   | 0–3 | 3–2 | 3–5 | 3–0 | 2–2 | 1–1 | —   | 0–2 | 5–2 | 0–1 | 1–2 |
| Minerul Petroșani                          | 1–1 | 1–0 | 0–2 | 1–0 | 2–5 | 0–1 | 1–1 | 0–3 | —   | 1–0 | 3–0 | 2–0 |
| Progresul Oradea                           | 0–1 | 1–2 | 0–2 | 1–1 | 1–0 | 0–1 | 2–0 | 2–0 | 2–0 | —   | 0–0 | 3–0 |
| Știința Cluj                               | 0–3 | 0–2 | 4–2 | 2–2 | 0–2 | 3–1 | 0–2 | 5–0 | 3–3 | 1–0 | —   | 0–1 |
| Știința Timișoara                          | 0–0 | 0–1 | 2–4 | 1–2 | 0–0 | 0–0 | 1–1 | 1–1 | 1–0 | 4–0 | 0–2 | —   |
| Câștigă gazdele; Remiză; Câștigă oaspeții. |     |     |     |     |     |     |     |     |     |     |     |     |

## Play-off de promovare/menținere
| Loc                                                                               | Echipă                  | Pct. | MJ | V | E | Î | GM | GP | GA    |  | PRO | MET | SPA |
| --------------------------------------------------------------------------------- | ----------------------- | ---- | -- | - | - | - | -- | -- | ----- |  | --- | --- | --- |
| 1.                                                                                | CA Oradea (C, P)        | 5    | 4  | 2 | 1 | 1 | 2  | 4  | 0,500 |  | —   | 1–0 | 1–0 |
| 2.                                                                                | Câmpia Turzii (P)       | 4    | 4  | 1 | 2 | 1 | 5  | 2  | 2,500 |  | 4–0 | —   | 0–0 |
| 3.                                                                                | Progresul București (R) | 3    | 4  | 0 | 3 | 1 | 1  | 2  | 0,500 |  | 0–0 | 1–1 | —   |
| Legendă: Locurile 1, 2: Promovare în Divizia A Locul 3: Retrogradare în Divizia B |                         |      |    |   |   |   |    |    |       |  |     |     |     |